# Masojedy
Masojedy (en allemand : Masojed) est une commune du district de Kolín, dans la région de Bohême-Centrale, en République tchèque. Sa population s'élevait à 101 habitants en 2020.

## Géographie
Masojedy se trouve à 8 km au sud-ouest de Český Brod, à 31 km à l'ouest de Kolín et à 25 km à l'est-sud-est de Prague.
La commune est limitée par Hradešín à l'ouest et au nord, par Doubravčice à l'est et au sud, et par Doubek au sud-ouest.

## Histoire
La première mention écrite de la localité date de 1342.